# Cruella
Cruella es una película estadounidense de 2021 de drama criminal basada en el personaje Cruella de Vil de la novela 101 dálmatas de 1956 de Dodie Smith y en su correspondiente adaptación cinematográfica animada de 1961 producida por Disney. La película esta dirigida por Craig Gillespie con un guion de Dana Fox y Tony McNamara, de una historia de Aline Brosh McKenna, Kelly Marcel y Steve Zissis. Es la tercera adaptación de acción real de la franquicia de 101 Dálmatas, sirviendo de precuela de la historia establecida. Emma Stone protagoniza el personaje principal, con Emma Thompson, Joel Fry, Paul Walter Hauser, Emily Beecham, Kirby Howell-Baptiste y Mark Strong en papeles secundarios. Ambientada en Londres durante el movimiento punk-rock de los años 70, la película gira en torno a Estella Miller, una aspirante a diseñadora de moda, mientras explora el camino que la llevará a convertirse en una notoria diseñadora de moda emergente conocida como Cruella de Vil.
Walt Disney Pictures anunció el desarrollo de la película en 2013, con Andrew Gunn como productor. Stone fue contratada en 2016 y también es productora ejecutiva de la película junto a Glenn Close, que interpretó a Cruella en las anteriores adaptaciones de acción real, 101 Dálmatas (1996) y 102 dálmatas (2000). La fotografía principal tuvo lugar entre agosto y noviembre de 2019 en Inglaterra.
Cruella se estrenó en Los Ángeles el 18 de mayo de 2021, el primer gran evento de alfombra roja desde que comenzó la pandemia de COVID-19, y se estrenó en los Estados Unidos en salas de cine y simultáneamente en Disney+ con Premier Access el 28 de mayo. La película recibió elogios de la crítica por la dirección de Gillespie, las interpretaciones (especialmente Stone, Thompson y Hauser), el diseño de vestuario, los valores de producción y la banda sonora, pero críticas por su guion. Ha recaudado $233 millones en todo el mundo. Actualmente se está desarrollando una secuela.

## Argumento
En la Inglaterra de 1964, Estella es una niña creativa con talento para la moda, pero es condenada al ostracismo por su inusual cabello y desarrolla una vena nefasta. Su madre, Catherine, decide trasladarlas a Londres y se detiene en una fiesta en Hellman Hall para pedirle dinero al anfitrión. Al entrar a hurtadillas, Estella pierde el collar de su madre mientras es perseguida por los feroces dálmatas del anfitrión, que empujan a Catherine desde un balcón del acantilado hasta su muerte. Culpándose a sí misma, Estella huye a Londres y se hace amiga de los hermanos Jasper y Horace.
Diez años más tarde, en 1974, Estella practica el robo y las estafas con Jasper y Horace, perfeccionando sus habilidades para la moda diseñando sus disfraces, junto a sus perros, Buddy y Wink. Para su cumpleaños, Jasper y Horace le consiguen un trabajo en los grandes almacenes Liberty, pero Estella es nombrada conserje y se le niega la oportunidad de utilizar sus talentos. Cuando se emborracha y redecora un escaparate, impresiona a la baronesa von Hellman, una renombrada pero autoritaria diseñadora de alta costura, que le ofrece un codiciado trabajo en su casa de moda. Estella se gana la confianza de la Baronesa, pero se da cuenta de que lleva el collar de Catherine, que la Baronesa afirma que es una reliquia familiar que una vez robó una empleada. Estella pide a Jasper y a Horace que le ayuden a recuperar el collar durante el Baile Blanco y Negro de la Baronesa.
Para ocultar su identidad, Estella crea un alter ego, Cruella, y lleva uno de los antiguos diseños de la Baronesa de una tienda de ropa vintage propiedad del extravagante Artie. En el baile, Cruella roba el protagonismo cuando Jasper y Horace irrumpen en la cámara acorazada de la Baronesa, pero ella ya lleva el collar. Jasper libera a las ratas en la fiesta, lo que permite a Estella hacerse con el collar. La Baronesa convoca a sus dálmatas con un silbato para perros, y Estella se da cuenta de que la Baronesa causó la muerte de Catherine. En el caos subsiguiente, uno de los dálmatas se traga el collar. Buscando venganza, Estella ordena a Jasper y Horace que secuestren a los dálmatas y recupera el collar. Cruella se burla de la Baronesa en varios eventos con modas extravagantes, ganando notoriedad a través de la columnista de sociedad Anita Darling, amiga de la infancia de Estella. Furiosa, la Baronesa despide a su abogado, Roger Dearly, mientras el comportamiento cada vez más altivo de Cruella incomoda a Jasper.
Estella diseña y cose un vestido de elaboradas cuentas como pieza distintiva de la colección de primavera de la Baronesa y escenifica un robo en la casa de modas, lo que lleva a la Baronesa a encerrar todos los vestidos. La noche del desfile de primavera, la Baronesa abre la caja fuerte y descubre que el vestido está estropeado: los abalorios eran en realidad huevos de polilla, de los que han nacido miles de polillas. Al ver lo que ha hecho, la Baronesa se da cuenta de que Estella y Cruella son la misma persona. Tras destrozar el espectáculo de la Baronesa, Cruella organiza su propio desfile de moda en Regent's Park, con un abrigo de piel de dálmata de imitación, lo que colma la paciencia de la baronesa creyendo que ha asesinado a sus perros. Al volver a casa, Estella se encuentra con la Baronesa y sus hombres, que han capturado a Jasper y Horace. Al incendiar el edificio, la baronesa deja morir a Estella y manda a Jasper y Horace a la cárcel por su asesinato. Estella es salvada por John, el ayuda de cámara de la Baronesa, que revela que el collar abre una caja que contiene los registros de nacimiento de Estella: la Baronesa es su madre biológica. Ella había ordenado a John que asesinara a la pequeña Estella para centrarse en su carrera y quedarse con la herencia de su difunto marido. En su lugar, John entregó el bebé a Catherine, una de las criadas de la Baronesa, que crio a Estella en secreto.
Cruella saca a Jasper y Horace de la cárcel y revela la verdad, reclutando a ellos, a Artie y a John para su plan final. El quinteto se cuela en la gala benéfica de la Baronesa, habiendo dispuesto que todos los invitados se vistan de Cruella. Estella se enfrenta a su madre en el balcón, y la Baronesa finge un abrazo antes de empujarla por el acantilado, siendo testigos involuntarios sus invitados. Estella sobrevive en secreto con un paracaídas oculto y, ya legalmente muerta, adopta su personaje de Cruella para siempre. La baronesa es arrestada y jura vengarse de Cruella De Vil. Antes de su "muerte", Estella lega su herencia a Cruella, incluida la mansión que rebautiza como Hell Hall, y se muda con sus cómplices.
En una escena a mitad de los créditos, Anita y Roger reciben cada uno un cachorro dálmata de Cruella, y Roger compone la canción  Cruella de Vil.

## Reparto
- Emma Stone como Estella Miller / Cruella de Vil: Una ambiciosa estafadora y aspirante a diseñadora de moda, que acabará convirtiéndose en una notoria y peligrosa criminal obsesionada.[16][17]
  - Billie Gadsdon como Estella de 5 años
  - Tipper Seifert-Cleveland como Estella de 12 años.[18]
- Emma Thompson como la Baronesa von Hellman: La narcisista jefa de una prestigiosa casa de moda londinense y renombrada diseñadora que es la nueva jefa de Estella, madre biológica y eventual rival. Desempeña un papel fundamental en la transformación de Estella.[19][20]
- Joel Fry como Jasper Badun: Un ladrón que creció con Estella tras la muerte de su madre adoptiva. Para interpretar a Jasper, Fry no se fijó en la representación del personaje en la película de animación original ni en el remake de acción real de 1996, copiando únicamente sus gestos físicos.[21][22]
  - Ziggy Gardner como el joven Jasper.
- Paul Walter Hauser como Horace Badun: Un ladrón que creció con Estella tras la muerte de su madre adoptiva y el hermano de Jasper. Hauser se inspiró para el papel en la actuación de Bob Hoskins como el Sr. Smee en Hook.[22][23]
  - Joseph MacDonald como el joven Horace.
- Emily Beecham como Catherine Miller: Madre adoptiva de Estella, era una lavandera empobrecida y antigua criada de Hellman Hall. Se convirtió en la tutora de Estella después de que la baronesa abandonara a su hija para hacer carrera.
- Kirby Howell-Baptiste como Anita «Chismosa» Darling: La amiga de la infancia de Estella, que trabaja como columnista de cotilleos.[24][25]
  - Florisa Kamara como la joven Anita.
- Mark Strong como John: El ayudante de cámara de la Baronesa y fiel cómplice de sus planes.
- John McCrea como Artie: Miembro del séquito de Cruella y propietario de una tienda de moda vintage. Es el primer personaje original de una película de Disney de acción real que es abiertamente gay.[26]
- Kayvan Novak como Roger: Un abogado que trabaja para la Baronesa, que se convierte en compositor de música tras ser despedido.
- Jamie Demetriou como Gerald: El empleador de Estella, mientras ella trabajaba en Liberty.
- Andrew Leung como Jeffrey: El asistente de la Baronesa.

## Producción

### Desarrollo y casting
En 2013 se anunció una película de acción real de Cruella de Vil, basada en el personaje de la franquicia 101 Dálmatas de Disney. Andrew Gunn fue contratado para producir la película, con Glenn Close (que anteriormente interpretó al personaje en la anterior adaptación de acción real de 1996 101 Dálmatas y su secuela 102 dálmatas) como productora ejecutiva y Kelly Marcel revisando el guion originalmente escrito por Aline Brosh McKenna. En enero de 2016, Emma Stone fue elegida para el papel principal de Cruella de Vil. La diseñadora de vestuario Jenny Beavan, declaró más tarde que su papel en la película era ayudar a Stone a aparecer como una representación más joven de los años 70 del papel de Close en los años 90 en 101 Dálmatas; confirmando la continuidad compartida entre las películas. Sin embargo, a Stone no se le permitió representar a Cruella fumando, ya que Disney había prohibido que se mostrara a los personajes fumando en sus películas desde 2007.
En agosto de 2016, Jez Butterworth fue contratado para reescribir el borrador anterior del guion. En noviembre de 2016, se informó que Disney había contratado a Alex Timbers para dirigir la adaptación de acción real, con Marc Platt uniéndose a la película como productor. Sin embargo, en diciembre de 2018, se reveló que Timbers había dejado la película debido a conflictos de programación y que Craig Gillespie dirigiría en su lugar la película. En mayo de 2019, Emma Thompson se unió al reparto como la Baronesa, descrita como "una antagonista de Cruella que se cree que es fundamental en su transformación en la villana que conocemos hoy". Nicole Kidman fue considerada la principal opción y Charlize Theron, Julianne Moore y Demi Moore también fueron consideradas para el papel, mientras que Dev Patel fue considerado para el papel de Roger Dearly. Ese mismo mes, Tony McNamara y Dana Fox fueron contratados para escribir la reciente versión del guion. Joel Fry y Paul Walter Hauser se añadieron en los meses siguientes como Jasper y Horace.

### Rodaje
En agosto de 2019, durante la D23 Expo, se reveló que la fotografía principal de Cruella ya había comenzado. La primera imagen oficial de la película en la que aparece Stone como Cruella de Vil con tres dálmatas adultos con correa, Hauser como Horace y Fry como Jasper también se desveló durante el evento. En septiembre de 2019 se incorporaron al reparto Mark Strong, Emily Beecham y Kirby Howell-Baptiste. El rodaje terminó en noviembre de 2019.

## Música
El 31 de marzo de 2021 se anunció la contratación de Nicholas Britell para componer la partitura de la película. El álbum de partituras fue publicado el 21 de mayo de 2021 por Walt Disney Records.
El mismo día se publicó un álbum de la banda sonora de la película. Ambos álbumes incluyen "Call Me Cruella", una canción original interpretada por Florence and the Machine, que aparece en los créditos finales de la película. El álbum de la banda sonora también incluye canciones como "Feeling Good" de Nina Simone, "Bloody Well Right" de Supertramp, "Stone Cold Crazy" de Queen, "One Way or Another" de Blondie, "Five to One" de The Doors, "Livin' Thing" de Electric Light Orchestra y "Should I Stay or Should I Go" de The Clash.

## Estreno

### En cines y streaming
El estreno en cines de Cruella estaba previsto originalmente para el 23 de diciembre de 2020, pero se retrasó al 28 de mayo de 2021 al comenzar el rodaje. La película recibió una calificación PG-13 de la Motion Picture Association, "por cierta violencia y elementos temáticos", lo que la convierte en el segundo remake/spin-off de acción real de una película de animación de Disney que recibe esta calificación, después de Mulan. El 23 de marzo de 2021, se anunció que la película se estrenará simultáneamente en Disney+ con Premier Access en respuesta a la pandemia de COVID-19. La película se estrenó en El Capitan Theatre de Los Ángeles el 18 de mayo de 2021, el primer gran estreno con alfombra roja desde que comenzó la pandemia.
Las entradas para las proyecciones en salas se pusieron a la venta el 14 de mayo de 2021, y se anunció que la película también se proyectará en Dolby Cinema en determinados territorios. Ese mismo día se proyectó por primera vez para los críticos.

### Mercadotecnia
El 6 de abril de 2021, Disney Publishing Worldwide publicó una novela precuela titulada Cruella: Hello, Cruel Heart. Escrita por Maureen Johnson, la novela se sitúa antes de los acontecimientos de la película, en 1967. Sigue a Estella, de dieciséis años, y su encuentro con Magda y Richard Moresby-Plum, dos hermanos ricos que la introducen en el mundo de los ricos y famosos. El 13 de abril de 2021, Disney publicó una novela de la película escrita por Elizabeth Rudnick. Ese mismo día también salió a la venta un libro titulado Cruella's Sketchbook. Una adaptación del manga de la película de Hachi Ishie, titulada Cruella: Black, White and Red, será publicada por VIZ Media el 3 de agosto de 2021.
El 28 de mayo de 2021, MAC Cosmetics lanzó una colección de maquillaje inspirada en la película.
El 28 de mayo de 2021, Disney+, en asociación con Social Tailors y Jeferson Araujo, lanzó un Efecto AR para Cruella, donde los usuarios podían compartir historias en Instagram de ellos mismos con maquillaje e imágenes inspiradas en la nueva película del personaje de Disney.

### Medios domésticos
Cruella será lanzado por Walt Disney Studios Home Entertainment en Ultra HD Blu-ray, Blu-ray, DVD y Digital el 21 de septiembre de 2021. En agosto de 2021 se lanzaron en Australia un Steelbook 4K estándar y un DVD en las tiendas JB Hifi y Sanity, así como en otras cadenas de tiendas de Australia.

## Recepción

### Audiencia de PVOD
Según Samba TV, la película fue vista por alrededor de 686 000 hogares estadounidenses en su fin de semana de debut (39% detrás de los 1.12 millones de Mulan), lo que resultó en alrededor de $20.57 millones en ingresos para Disney. La compañía también informó que 83 000 hogares del Reino Unido vieron la película (lo que resultó en $2.35 millones), 15 000 en Alemania y 9000 en Australia.

### Taquilla
Al 16 de agosto de 2021, Cruella ha recaudado $85.8 millones en Estados Unidos y Canadá, y $140.3 millones en otros territorios, para un total mundial de $226.1 millones.
En Estados Unidos y Canadá, Cruella se estrenó junto a A Quiet Place Part II, y se preveía una recaudación de entre $17 y 23 millones en 3892 cines en su fin de semana de estreno, y alrededor de $30 millones en los cuatro días del Día de los Caídos. La película consiguió $7.7 millones en su primer día, incluyendo $1.4 millones en los preestrenos del jueves por la noche. A continuación, se estrenó con $22.3 millones y un total de $27.5 millones en los cuatro días, quedando en segundo lugar en la taquilla. El 61% del público registrado fue femenino, y el 43% menor de 25 años. En su segundo fin de semana, la película recaudó $11.2 millones, terminando tercero detrás de The Conjuring: The Devil Made Me Do It y A Quiet Place Part II. La película luego cayó al quinto lugar en su tercer fin de semana, recaudando $6.7 millones. Deadline Hollywood escribió que a pesar de tener un total acumulado de $71 millones durante cinco semanas, las fuentes creían que "el nivel Disney+ Premier PVOD está afectando los ingresos generales de la película, no solo en la taquilla, sino en los ingresos auxiliares posteriores de la película".
Junto con su estreno nacional de $26,5 millones, la película también ganó $16,1 millones de otros 29 países, para un debut mundial de $43 millones. En China, Cruella debutó con una apertura de $1.7 millones menos de lo esperado, terminando detrás del remanente F9, que ganó $8.9 millones.

### Crítica
En el agregador de reseñas Rotten Tomatoes, la película tiene un índice de aprobación del 75% basado en 409 reseñas, con una calificación media de 6.60/10. El consenso crítico del sitio web dice: "Cruella no puede responder del todo a la pregunta de por qué su personaje titular necesitaba una historia de origen, pero este deslumbrante festín visual es terriblemente divertido de ver cada vez que sus protagonistas se enfrentan". En Metacritic, la película tiene una puntuación media ponderada de 60 sobre 100 basada en 53 reseñas, lo que indica "reseñas promedio". El público encuestado por CinemaScore dio a la película una nota media de "A" en una escala de A+ a F, mientras que PostTrak informó que el 84% de los miembros de la audiencia le dio una puntuación positiva, y el 63% dijo que definitivamente lo recomendaría.
Escribiendo para Variety, Peter Debruge dijo: "El director, que aportó un toque perverso a la cultura pop redux I, Tonya hace unos años, ha rescatado a Cruella de la previsibilidad de los remakes anteriores de 101 Dálmatas y ha creado una nueva y elegante franquicia de su propio en el que un antiguo villano ha renacido como el modelo más improbable". A. O. Scott, de The New York Times, calificó la película de "refrescante" dentro de los esfuerzos de imagen real de Disney, al tiempo que elogió el estilo visual de la película y la narración de un cuento dickensiano, además de referirse favorablemente a la película como una venganza PG-13 al estilo de Joker. Peter Travers, al reseñar la película para ABC News, escribió: "Si la apariencia realmente lo fuera todo, Cruella volaría alto con los deslumbrantes trajes que la ganadora de dos Oscars Jenny Beavan ha diseñado para y con dos Emmas ganadoras del Oscar -Stone y Thompson- están vestidas para asombrar y ofrecer mucho que disfrutar en esta bola de pelusa bellamente elaborada y alcanza su punto álgido cuando las dos Emmas se lanzan a la guerra de divas, todo en nombre del empoderamiento femenino". Justin Chang, de Los Angeles Times, calificó la película de "diversión deslumbrante" y alabó las interpretaciones de Stone y Thompson, de las que describió la rivalidad de las interpretaciones como "difícil de resistir en la pantalla", y aclamó el diseño de vestuario de Beavan en la película como uno de sus mejores trabajos desde Mad Max: Fury Road, al tiempo que estableció paralelismos entre las ambigüedades morales de la película y la interpretación de Stone del personaje titular con su anterior interpretación de Abigail Hill en La Favorita.
Alonso Duralde, de TheWrap, escribió: "Situar a estos personajes en los años 1960 y 1970 permite al director Craig Gillespie y a los guionistas Dana Fox y Tony McNamara situar a los personajes en un momento apasionante de la historia de la moda... La diseñadora de vestuario Jenny Beavan, el director artístico Martin Foley y la diseñadora de producción Fiona Crombie, así como sus respectivos departamentos, parecen disfrutar y sacar el máximo partido a las exigencias de época de la película". Además, Duralde también alabó las interpretaciones de Stone, Hauser y Thompson, estableciendo comparaciones de las caracterizaciones de esta última en su interpretación de la Baronesa con Miranda Priestly en The Devil Wears Prada y Reynolds Woodcock en Phantom Thread. Richard Roeper, del Chicago Sun-Times, calificó la película con tres cuartos de estrella, y destacó la dirección de Gillespie por ser "inteligente" y "endiabladamente poco convencional", al tiempo que elogió las interpretaciones de Stone y Thompson como "apropiadamente exageradas y salvajemente divertidas", haciendo sus comparaciones con The Devil Wears Prada y también elogió el vestuario, el maquillaje y los valores de producción a los que se refirió como "espectacular", "deslumbrante" y un "festín visual", comparando su estilo con Phantom Thread y señalando las similitudes del ambiente y el tono de la banda sonora de la película con Goodfellas, Kingsman: The Secret Service y Baby Driver.
K. Austin Collins, de Rolling Stone, calificó la película con tres de cinco estrellas, elogiando igualmente la interpretación de Stone del personaje titular, del que consideró que lo encarnaba y describió su actuación como "vampiresa, elegante y cruel", al tiempo que comparaba el estilo narrativo de la película con I, Tonya, de la que señaló una perspectiva de la historia similar a la de la víctima interiorizada de Cruella de Vil a Tonya Harding e incluso señaló la representación similar "plausiblemente doble" de la Cruella de Stone a Andrea "Andy" Sachs de The Devil Wears Prada, pero con un giro retorcido. También elogió las interpretaciones secundarias, en particular las de Thompson y Hauser, y se refirió a la película como "una batalla de ingenio y de punto", "entretenida" y "divertida". Jamie Jirak, de ComicBook.com, calificó la película de "elevar el listón en lo que respecta a su catálogo de acción real [de Disney], elogiando el departamento artístico, las actuaciones y los elementos nostálgicos". Debopriyaa Dutta, de Screen Rant, opinó que la película contaba un "origen magistralmente matizado" y elogió las actuaciones de Stone y Hauser. Morgan Lanier, de The Hollywood Outsider', describió la película como "teniendo lugar en los años 70 con mucho campamento para aligerar el estado de ánimo", elogiando a Stone por darle a Cruella "un toque de vulnerabilidad" y por darle al villano de Disney un "destello divertido". Lanier también elogió la actuación de Thompson diciendo que "Thompson le da a la baronesa la capacidad de enfriar una habitación". Lanier concluyó que la película era “alegre, cursi, con un gran vestuario, […] amplificado por una banda sonora increíble”. Kate Erbland de IndieWire le dio a la película una "B-", y la etiquetó como "emocionante" y "divertida" y una "mirada colorida, ruidosa e inesperada" sobre la historia del origen de Cruella De Vil, mientras que Erbland destacó los elogios sobre el reparto y las actuaciones de Stone, Thompson, Fry, Hauser y el vestuario, pero encontró fallas en el tiempo de ejecución de la película, al que ella se refirió como "hinchada".
Ann Hornaday, de The Washington Post, describió la película como "tediosa, transgresora, caótica e inerte". Aunque elogió las interpretaciones de Stone, Thompson, Fry y Hauser, así como el vestuario, criticó la película, el guion y la duración de la misma, que consideró "sobrecargada", "demasiado larga" y "miserablemente misantrópica". Mick LaSalle, del San Francisco Chronicle, pensó que la película estaba mal concebida y consideró que favorecía más el estilo que la sustancia. Aunque alabó la actuación de Thompson, el diseño de vestuario y la banda sonora, criticó la escritura de la película por ser "perezosa" y "descuidada". Matt Zoller Seitz, de RogerEbert.com, dio a la película 2/4 estrellas, y dijo: "No se puede negar que Cruella es elegante y cinética, con un toque desagradable que es inusual para ser una producción de imagen real reciente de Disney. Pero también es agotadora, desorganizada y frustrantemente inerte, teniendo en cuenta lo mucho que se esfuerza por asegurarte que es emocionante y descarada".  Eileen Jones de Jacobin calificó la película como un "desastre atontado, aburrido y tedioso", criticando específicamente el guion como "básicamente podrido" y describiendo la transformación del personaje de Cruella como "el destrozo completo de uno de los mayores villanos de Disney de todos los tiempos". Jones se mostró consternada por la ausencia de la "crítica implícita [...] de los privilegios adinerados de Cruella y su loca obsesión de consumidor" como si se muestra en 101 Dálmatas, y el intento de convertir a un "legendario villano desollador de dálmatas" en un "héroe chapucero identificable". Jones elogió el diseño de vestuario de la película, enfatizando específicamente el "vestido basura" mostrado en el desfile de modas de la baronesa, y describiéndolo como "lo suficientemente genial como para que la diseñadora de vestuario Jenny Beavan pueda ganar otro Oscar".
Gayle Sequeira de Film Companion, escribió: "Lo que podría haber sido una narrativa apasionante sobre una mujer que cede gradualmente a sus impulsos más oscuros se ve socavada por su necesidad de vincularse a una propiedad familiar de Disney existente".

### Premios y nominaciones
| Premio                                                  | Fecha                   | Categoría                                                                        | Nominado(s)                              | Resultado | Ref.            |
| ------------------------------------------------------- | ----------------------- | -------------------------------------------------------------------------------- | ---------------------------------------- | --------- | --------------- |
| Premios Óscar                                           | 27 de marzo de 2022     | Mejor diseño de vestuario                                                        | Jenny Beavan                             | Ganadora  | [ 88 ]          |
| Premios Óscar                                           | 27 de marzo de 2022     | Mejor maquillaje y peluquería                                                    | Nadia Stacey y Naomi Donne               | Nominadas | [ 88 ]          |
| Alianza de Mujeres Periodistas de Cine                  | 31 de enero de 2022     | Premio al remake o secuela para perder el tiempo                                 | Cruella                                  | Nominada  | [ 89 ]          |
| ACE Eddie Awards                                        | 5 de marzo de 2022      | Mejor edición en una película - Comedia o musical                                | Tatiana S. Riegel                        | Pendiente | [ 90 ]          |
| Art Directors Guild Awards                              | 5 de marzo de 2022      | Mejor diseño de producción en una película de fantasía                           | Fiona Crombie                            | Pendiente | [ 91 ]          |
| Premios BAFTA                                           | 13 de marzo de 2022     | Mejor diseño de vestuario                                                        | Jenny Beavan                             | Ganadora  | [ 92 ]          |
| Premios BAFTA                                           | 13 de marzo de 2022     | Mejor maquillaje y peluquería                                                    | Nadia Stacey y Naomi Donne               | Nominada  | [ 92 ]          |
| Asociación de Críticos de Cine de Chicago               | 15 de diciembre de 2021 | Mejor diseño de vestuario                                                        | Jenny Beavan                             | Nominada  | [ 93 ]          |
| Costume Designers Guild Awards                          | 9 de marzo de 2022      | Mejor película de época                                                          | Jenny Beavan                             | Pendiente | [ 94 ]          |
| Premios de la Crítica Cinematográfica                   | 13 de marzo de 2022     | Mejor diseño de vestuario                                                        | Jenny Beavan                             | Ganadora  | [ 95 ]          |
| Premios de la Crítica Cinematográfica                   | 13 de marzo de 2022     | Mejor maquillaje                                                                 | Cruella                                  | Nominada  | [ 95 ]          |
| Premios Globo de Oro                                    | 9 de enero de 2022      | Mejor actriz - Comedia o musical                                                 | Emma Stone                               | Nominada  | [ 96 ] [ 97 ]   |
| Gold Derby Film Awards                                  | 27 de febrero de 2022   | Mejor diseño de vestuario                                                        | Jenny Beavan                             | Pendiente | [ 98 ]          |
| Gold Derby Film Awards                                  | 27 de febrero de 2022   | Mejor maquillaje y peinado                                                       | Nadia Stacey, Naomi Donne y Julia Vernon | Pendiente | [ 98 ]          |
| Premios Grammy                                          | 13 de marzo de 2022     | Mejor recopilación de banda sonora para película, televisión u otro medio visual | Cruella – Varios Artistas                | Pendiente | [ 99 ]          |
| Asociación de Críticos de Hollywood                     | 28 de febrero de 2022   | Mejor diseño de vestuario                                                        | Jenny Beavan                             | Pendiente | [ 100 ]         |
| Asociación de Críticos de Hollywood                     | 28 de febrero de 2022   | Mejor maquillaje y peinado                                                       | Carolyn Cousins y Nadia Stacey           | Pendiente | [ 100 ]         |
| Las Vegas Film Critics Society Awards                   | 1 de diciembre de 2021  | Mejor diseño de vestuario                                                        | Jenny Beavan                             | Ganadora  | [ 101 ]         |
| London Film Critics' Circle                             | 6 de febrero de 2022    | Logró técnico del año                                                            | Jenny Beavan                             | Pendiente | [ 102 ]         |
| Make-Up Artists and Hair Stylists Guild Awards          | 19 de febrero de 2022   | Mejor maquillaje de personajes y/o en una película de época                      | Nadia Stacey, Naomi Donne y Guy Common   | Pendiente | [ 103 ]         |
| Make-Up Artists and Hair Stylists Guild Awards          | 19 de febrero de 2022   | Mejor peinado de personajes y/o en una película de época                         | Nadia Stacey, Naomi Donne y Julia Vernon | Pendiente | [ 103 ]         |
| Premios People's Choice                                 | 7 de diciembre de 2021  | Mejor película de drama de 2021                                                  | Cruella                                  | Ganadora  | [ 104 ]         |
| Premios People's Choice                                 | 7 de diciembre de 2021  | Mejor estrella de drama de 2021                                                  | Emma Stone                               | Nominada  | [ 104 ]         |
| Premios de la Sociedad de Críticos de Cine en Línea     | 24 de enero de 2022     | Mejor diseño de vestuario                                                        | Cruella                                  | Nominada  | [ 105 ]         |
| San Diego Film Critics Society                          | 10 de enero de 2022     | Mejor diseño de vestuario                                                        | Jenny Beavan                             | Ganadora  | [ 106 ] [ 107 ] |
| San Diego Film Critics Society                          | 10 de enero de 2022     | Mejor uso de música                                                              | Cruella                                  | Nominada  | [ 106 ] [ 107 ] |
| Seattle Film Critics Society                            | 17 de enero de 2022     | Mejor diseño de vestuario                                                        | Jenny Beavan                             | Nominada  | [ 108 ]         |
| Premios de la Sociedad de Decoradores de Estados Unidos | 22 de febrero de 2022   | Mejor decoración/diseño en una película de comedia o musical                     | Alice Felton y Fiona Crombie             | Pendiente | [ 109 ]         |
| Asociación de Críticos de Cine de San Luis              | 19 de diciembre de 2021 | Mejor diseño de vestuario                                                        | Jenny Beavan                             | Ganadora  | [ 110 ]         |
| Asociación de Críticos de Cine de San Luis              | 19 de diciembre de 2021 | Mejor banda sonora                                                               | Cruella                                  | Ganadora  | [ 110 ]         |

## Secuela
En mayo de 2021, tanto Stone como Thompson declararon que les gustaría hacer una segunda película de Cruella al estilo de El padrino II por el éxito que ha tenido en críticas y recepción del público se confirmó una segunda parte El 4 de junio de 2021, Disney anunció que una secuela se encontraba oficialmente en desarrollo, y se esperaba que Gillespie y McNamara regresaran como director y escritor respectivamente. En agosto de 2021, Stone firmó un trato para repetir su papel en la secuela.